# Мбомбела
Мбомбела (афр. Mbombela; раніше — Нелспрюйт афр. Nelspruit) — місто на північному сході ПАР, центр муніципалітету Мбомбела і провінції Мпумаланга. Засноване в 1905 році. Входить до числа міст, які приймали Чемпіонат світу з футболу 2010.

## Клімат
Місто знаходиться у зоні, котра характеризується океанічним кліматом субтропічних нагір'їв. Найтепліший місяць — січень із середньою температурою 22.8 °C (73 °F). Найхолодніший місяць — червень, із середньою температурою 13.9 °С (57 °F).
| Клімат Мбомбели         | Клімат Мбомбели | Клімат Мбомбели | Клімат Мбомбели | Клімат Мбомбели | Клімат Мбомбели | Клімат Мбомбели | Клімат Мбомбели | Клімат Мбомбели | Клімат Мбомбели | Клімат Мбомбели | Клімат Мбомбели | Клімат Мбомбели | Клімат Мбомбели |
| Показник                | Січ.            | Лют.            | Бер.            | Квіт.           | Трав.           | Черв.           | Лип.            | Серп.           | Вер.            | Жовт.           | Лист.           | Груд.           | Рік             |
| Середній максимум, °C   | 28              | 28              | 27              | 26              | 25              | 23              | 23              | 24              | 26              | 26              | 27              | 28              | 25              |
| Середня температура, °C | 23              | 23              | 22              | 20              | 17              | 14              | 14              | 16              | 18              | 20              | 21              | 23              | 19              |
| Середній мінімум, °C    | 18              | 18              | 17              | 14              | 9               | 6               | 6               | 8               | 11              | 14              | 16              | 17              | 12              |
| Норма опадів, мм        | 128             | 119             | 94              | 53              | 18              | 10              | 11              | 10              | 30              | 65              | 112             | 138             | 788             |
| ----------------------- | --------------- | --------------- | --------------- | --------------- | --------------- | --------------- | --------------- | --------------- | --------------- | --------------- | --------------- | --------------- | --------------- |
| Джерело: Weatherbase    |                 |                 |                 |                 |                 |                 |                 |                 |                 |                 |                 |                 |                 |